# Veton Berisha
Veton Berisha (Egersund, 1994. április 13. –) norvég válogatott labdarúgó, a norvég Molde csatárja.

## Pályafutása

### Klubcsapatokban
Veton Berisha a norvégiai Egersund városában született, itt is kezdte el az ifjúsági karrierjét az Egersund klubjánál. Korában az egyik legnagyobb norvég tehetségnek tartották, és testvéréhez, Valonhoz hasonlóan Veton is próbajátékos volt a Manchester Citynél. 2009 májusában a Vikinghez szerződött, de csak 2010 nyarán csatlakozott a klubhoz. Az Egersund felnőtt csapatában először a Hundvåg elleni meccsen mutatkozott be. A 2009-es szezonban összesen 21 mérkőzésen lépett pályára a norvég divisjon 3-ban.
Miután csatlakozott a Vikinghez, Berisha a felnőtt csapattal edzett. Először a Viking színeiben a 2011-es norvég kupa első körében Erik Nevland cseréjeként, a 60. percben mutatkozott be. A norvég első osztályban először a 2011. június 17-ei, Brann ellen 3–0-ra elveszített mérkőzésen lépett pályára.
2011. június 19-én 22 év után először lépett pályára a Viking színeiben két fivér egy meccsen, utoljára Jan és Egil Fjetland szerepelt egy mérkőzésen a Molde ellen, az 1989-es norvég kupa döntőjében. Első bajnoki gólját a 2011. július 17-ei, Aalesund elleni mérkőzésen lőtte.
A 2015-ös szezon első felében 14 meccs alatt 11 gólt lőtt. 2015. július 1-jén szerződést kötött a német másodosztályban szereplő Greuther Fürthhel. 2017. szeptember 1-jén csatlakozott az osztrák Rapid Wien klubjához.
A 2019-es szezont a norvég Brann csapatában töltötte. 2020-ban négyéves szerződést írt alá a Vikinggel.
2022. július 25-én a svéd Hammarby szerződtette. 2022. július 31-én, a Värnamo ellen 2–1-re elvesztett bajnoki 72. percében, Abdelrahman Saidit váltva debütált.
2023. január 24-én a norvég Molde csapatába igazolt négy évre.

### A válogatottban
Berisha tagja volt az U15-ös válogatottól egészen az U21-es válogatottig.
2016. május 29-én debütált a norvég válogatott Portugália elleni mérkőzésén. Első gólját a válogatottban 2016. június 5-én lőtte a Belgium elleni mérkőzésen.

## Statisztikák
2023. március 18. szerint
| Klub           | Szezon   | Osztály             | Bajnokság | Bajnokság | Kupa  | Kupa | Nemzetközi | Nemzetközi | Összesen | Összesen |
| Klub           | Szezon   | Osztály             | Meccs     | Gól       | Meccs | Gól  | Meccs      | Gól        | Meccs    | Gól      |
| -------------- | -------- | ------------------- | --------- | --------- | ----- | ---- | ---------- | ---------- | -------- | -------- |
| Viking         | 2011     | Tippeligaen         | 12        | 1         | 4     | 0    | —          | —          | 16       | 1        |
| Viking         | 2012     | Tippeligaen         | 21        | 7         | 3     | 1    | —          | —          | 24       | 8        |
| Viking         | 2013     | Tippeligaen         | 22        | 4         | 1     | 0    | —          | —          | 23       | 4        |
| Viking         | 2014     | Tippeligaen         | 25        | 1         | 4     | 2    | —          | —          | 29       | 3        |
| Viking         | 2015     | Tippeligaen         | 14        | 11        | 2     | 1    | —          | —          | 16       | 12       |
| Viking         | Összesen | Összesen            | 94        | 24        | 14    | 4    | 0          | 0          | 108      | 28       |
| Greuther Fürth | 2015–16  | 2. Bundesliga       | 33        | 8         | 1     | 0    | —          | —          | 34       | 8        |
| Greuther Fürth | 2016–17  | 2. Bundesliga       | 26        | 3         | 2     | 1    | —          | —          | 28       | 4        |
| Greuther Fürth | 2017–18  | 2. Bundesliga       | 4         | 0         | 1     | 0    | —          | —          | 5        | 0        |
| Greuther Fürth | Összesen | Összesen            | 63        | 11        | 4     | 1    | 0          | 0          | 67       | 12       |
| Rapid Wien     | 2017–18  | Austrian Bundesliga | 27        | 4         | 2     | 0    | —          | —          | 29       | 4        |
| Rapid Wien     | 2018–19  | Austrian Bundesliga | 17        | 3         | 2     | 1    | 10         | 1          | 29       | 5        |
| Rapid Wien     | Összesen | Összesen            | 44        | 7         | 4     | 1    | 10         | 1          | 58       | 9        |
| Brann          | 2019     | Eliteserien         | 26        | 3         | 3     | 0    | 2          | 1          | 31       | 4        |
| Viking         | 2020     | Eliteserien         | 28        | 16        | —     | —    | 1          | 0          | 29       | 16       |
| Viking         | 2021     | Eliteserien         | 28        | 22        | 2     | 2    | —          | —          | 30       | 24       |
| Viking         | 2022     | Eliteserien         | 12        | 8         | 3     | 3    | —          | —          | 15       | 11       |
| Viking         | Összesen | Összesen            | 68        | 46        | 5     | 5    | 1          | 0          | 74       | 51       |
| Hammarby       | 2022     | Allsvenskan         | 14        | 4         | 0     | 0    | —          | —          | 14       | 4        |
| Molde          | 2023     | Eliteserien         | 0         | 0         | 2     | 1    | 0          | 0          | 2        | 1        |
| Összesen       | Összesen | Összesen            | 309       | 95        | 32    | 12   | 13         | 2          | 354      | 109      |

### A válogatottban
| Válogatott | Év       | Pályára lépés | Gól |
| ---------- | -------- | ------------- | --- |
| Norvégia   | 2016     | 4             | 1   |
| Norvégia   | 2020     | 1             | 0   |
| Norvégia   | 2021     | 2             | 0   |
| Norvégia   | 2022     | 3             | 0   |
| Összesen   | Összesen | 10            | 1   |

#### Mérkőzései a norvég válogatottban
| #   | Dátum               | Ellenfél         | Eredmény | Kiírás                        | Esemény |
| --- | ------------------- | ---------------- | -------- | ----------------------------- | ------- |
| 1.  | 2016. május 29.     | Portugál         | 0 – 3    | barátságos mérkőzés           |         |
| 2.  | 2016. június 5.     | Belgium          | 2 – 3    | barátságos mérkőzés           | 48' 73' |
| 3.  | 2016. augusztus 31. | Fehéroroszország | 0 – 1    | barátságos mérkőzés           | 62'     |
| 4.  | 2016. szeptember 4. | Németország      | 0 – 3    | VB-selejtező                  |         |
| 5.  | 2020. november 18.  | Ausztria         | 1 – 1    | UEFA Nemzetek Ligája (B liga) | 86'     |
| 6.  | 2021. október 8.    | Törökország      | 1 – 1    | VB-selejtező                  | 75'     |
| 7.  | 2021. október 11.   | Montenegró       | 2 – 0    | VB-selejtező                  | 64'     |
| 8.  | 2022. március 25.   | Szlovákia        | 2 – 0    | barátságos mérkőzés           | 81'     |
| 9.  | 2022. március 29.   | Örményország     | 9 – 0    | barátságos mérkőzés           | 72'     |
| 10. | 2022. június 12.    | Svédország       | 3 – 2    | UEFA Nemzetek Ligája (B liga) | 89'     |